# Ilija Plamenac
Ilija Plamenac (cirílico serbio: Илија Пламенац) fue un vaivoda montenegrino y comandante militar durante las guerras montenegrino-otomanas de 1862 y 1876-1878. Después de su victoria en la batalla clave de Fundina en 1876, sirvió como Ministro de Defensa bajo el príncipe Nikola durante más de 25 años.

## Primeros años de la vida y ancestro
Ilija Plamenac nació en 1821 en Boljevići, en la región de Crmnica en Montenegro. Su padre Mihailo Plamenac era sacerdote.
Ilija obtuvo alfabetización básica en Boljevići, antes de continuar su educación primaria en el Monasterio de Cetiña. Estudió con Dimitrije Milaković durante más de dos años. Cuando Milaković fue enviado a San Petersburgo por el príncipe-obispo Petar II Petrović-Njegoš, Plamenac estudió con Đorđije Petrović-Njegoš. Durante este tiempo, fue testigo de las negociaciones de Njegoš con el visir de Herzegovina Ali-pašha Rizvanbegović en Dubrovnik, durante la batalla de Grahovo en 1836.
Cuando era joven, Plamenac fue ordenado sacerdote en 1843. Después de servir como sacerdote durante casi una década, se convirtió en capitán tribal bajo el gobierno del príncipe Danilo en 1851.
Ilija estaba relacionada con Jovan Plamenac, líder del Partido Popular Verdadero.

## Comando militar

### Batallas de Murići y Krnjice (1861–1862)
En el período previo a la guerra montenegrino-otomana de 1862, el príncipe Nikola ordenó a Plamenac, un capitán tribal en ese momento, que atacara Skadarska Krajina, es decir, las aldeas de Murići y Šestani, iniciando la batalla de Murići. El ataque pretendía abrir un nuevo frente contra los otomanos, con la intención de aliviar la presión sobre el levantamiento en Herzegovina. Las aldeas fueron fácilmente ocupadas en noviembre de 1861 por una unidad de miembros de la tribu Crmnica.
El gobierno otomano respondió de inmediato y ordenó la movilización de unos 3.000 hombres con la intención de recuperar las zonas ocupadas. A Plamenac se le ordenó retirarse de Murići y Šestani y dejar una fuerza más pequeña en las aldeas de Krnjice y Seoca. Los otomanos respondieron con un ultimátum, exigiendo que las fuerzas montenegrinas se retiraran de las dos aldeas y amenazando con la guerra. El príncipe Nikola accedió a sus demandas, con la condición de una amnistía general para todos los habitantes de las aldeas involucradas en el ataque a Skadarska Krajina. Tras recibir la confirmación de la amnistía, ordenó a Plamenac que se retirara con sus fuerzas en febrero de 1862.
La población local se retiró en su mayor parte de Krnjice por temor a represalias. Sin embargo, un grupo de hombres de Krnjice bajo el mando del capitán Kola Petrov Lukić se atrincheraron en Gornje Krnjice. Una unidad otomana dirigida por Hasan Hot atacó a las fuerzas de Petrov. Una unidad de Crmnica dirigida por Plamenac, así como un destacamento de varios miles de montenegrinos dirigido por Petar Vujović acudieron en ayuda de los hombres de Petrov. La batalla de Krnjice terminó con una victoria para Montenegro y fue utilizada como casus belli por los otomanos que condujeron a la guerra montenegrina-otomana de 1862, que se desarrolló de abril a agosto. Durante la guerra, Ilija Plamenac estuvo estacionado cerca de la frontera con Skadarska Krajina en una unidad dirigida por vaivoda Mašo Đurović.

### Senador y diplomático
Después de la guerra, el Príncipe Nikola nombró a Plamenac para el Senado Administrativo de Montenegro y las Tierras Altas. Iba a reemplazar a su tío, Turo Stevov Plamenac, que había muerto en la batalla de Meterizi en agosto de 1862. Simultáneamente, Ilija se convirtió en vaivoda.
Plamenac fue designado para dirigir una misión diplomática a Constantinopla en 1866. Su objetivo era negociar las leyes de propiedad, la ocupación de varias aldeas montenegrinas de iure y la construcción de fuertes cerca de Montenegro después de la guerra montenegrino-otomana de 1862. Plamenac llegó a Constantinopla a mediados de 1866, y entregó un memorando sobre cuestiones territoriales montenegrino-otomanas a Mehmed Emin Âli Pasha, el Ministro de Asuntos Exteriores.
Desanimado por el tiempo que Âli Pasha lo hizo esperar, Plamenac habló con el Gran Visir Mehmed Rushdi Pasha. El Gran Visir organizó una reunión con el Sultán Abdülaziz y se creó una comisión mixta. Por Montenegro representaron Vaivoda Ilija Plamenac y el capitán Pero Jokašev Pejović, su traductor. La comisión trabajó hasta septiembre de 1866 y terminó con una nota positiva para los montenegrinos. El Imperio Otomano acordó retirarse del pueblo en disputa de Novo Selo, derribar su fuerte en Visočica cerca de Spuž y entregar Velje Brdo y Malo Brdo con la condición de que su población continuara pagando impuestos al Sanjacaso de Scutari. El acuerdo se firmó el 26 de octubre de 1866.
Plamenac viajó a San Petersburgo y Berlín en 1869 con el príncipe Nikola, a Belgrado en enero de 1871 y a Viena en 1874. La mayoría de estos viajes tuvieron que ver con la adquisición de equipo militar, ya que su tarea como senador era la reorganización y modernización del ejército de Montenegro.

### Guerra montenegrino-otomana de 1876-1878
Al comienzo de la guerra montenegrino-otomana de 1876-1878, Plamenac fue nombrado comandante de una unidad que constaba de tres batallónes y una batería de las tierras altas. Alrededor de 2.000 hombres quedaron bajo su mando. Su unidad formaba parte del Ejército del Sur bajo el mando de Božo Petrović-Njegoš.
Para contrarrestar los movimientos del ejército otomano, Plamenac estacionó sus tropas en la aldea de Fundina en Kuči en agosto de 1876. La consiguiente batalla de Fundina terminó con una asombrosa victoria para los montenegrinos y cambió el rumbo de la guerra. Junto con Marko Miljanov Popović, Plamenac lideró una fuerza de menos de 5.000 hombres y derrotó a un ejército otomano de alrededor de 20.000 hombres al mando de Mahmud Pasha con numerosas bajas para los otomanos. Después del éxito de Ilija en la batalla de Maljat en octubre de 1876, los dos bandos firmaron una tregua que duró hasta abril de 1877, cuando comenzó la guerra ruso-turca.
A principios de junio de 1877, el avance otomano se detuvo en la batalla de Martinići. A finales de julio, Plamenac dirigió una fuerza que participó en el Asedio de Nikšić. Tras la liberación de Nikšić, las tropas al mando de Plamenac se trasladaron a Virpazar, desde donde pretendían cruzar la montaña de Sutorman y apoderarse de la zona entre Bar y Ulcinj. En un principio, su misión era frenar la llegada de refuerzos procedentes de Ulcinj y Shkodra que pretendían romper el asedio de Bar. A principios de noviembre de 1877, Plamenac tomó la región de Mrkojevići con numerosas bajas para los otomanos, y desde allí organizó un ataque a la colina Možura, al norte de Ulcinj. Su unidad derrotó a una unidad otomana de unos 2.000 hombres en Možura y se preparó para atacar Ulcinj desde ese lugar. A principios de 1878, las tropas al mando de Plamenac asaltaron Ulcinj y sufrieron numerosas bajas.
Después de la guerra, Plamenac se convirtió en comandante del Litoral y Skadarska Krajina, dos regiones adquiridas por Montenegro tras el Congreso de Berlín. Las tropas al mando de Plamenac y Božo Petrović-Njegoš tomaron Spuž, Velje Brdo, Malo Brdo y Podgorica en 1879. Plamenac se convirtió en el primer alcalde de Podgorica. Después de negociaciones con las autoridades del Sanjacado de Scutari, Plamenac tomó las regiones de Gruda y Hoti a finales de 1880.

## Carrera política
En 1879, con la formación del nuevo Gobierno de Montenegro, el Ministerio y el Consejo de Estado, Plamenac se desempeñó como Ministro de Defensa del Principado de Montenegro. Sirvió en el gabinete de Božo Petrović-Njegoš de 1879 a 1905, y como primer alcalde de Podgorica de 1879 a 1886.
Con el advenimiento del parlamentarismo y de elites políticas educadas en Occidente más capaces, Plamenac quedó cada vez más marginado. Su lugar en el gobierno era una posición principalmente simbólica. Fue reemplazado después de la entrada en vigor de la Constitución liberal de Montenegro en 1905. Después de esto, escribiría sus memorias, centradas principalmente en refutar las acusaciones de cobardía y mal liderazgo en la Batalla de Fundina presentadas contra él por su ex compatriota Marko Miljanov.

## Honores
Ilija Plamenac recibió la Orden Otomana de la Tercera Clase Medjidie de manos de Mehmed Emin Âli Pasha tras sus exitosas negociaciones en 1866. Recibió la Orden rusa de Santa Ana de Segunda Clase durante su viaje a San Petersburgo con el Príncipe Nikola en 1869, y la Orden de San Petersburgo. George de Cuarta Clase el 12 de abril de 1877. Al visitar Prusia en 1869, Plamenac recibió la Orden de la Corona de Segunda Clase. También recibió la Orden Serbia de la Cruz de Takovo y la Medalla a la Valentía, así como otras órdenes italianas, búlgaras, francesas y austriacas.